# Iceland Express
Pour les articles homonymes, voir Iceland (homonymie).

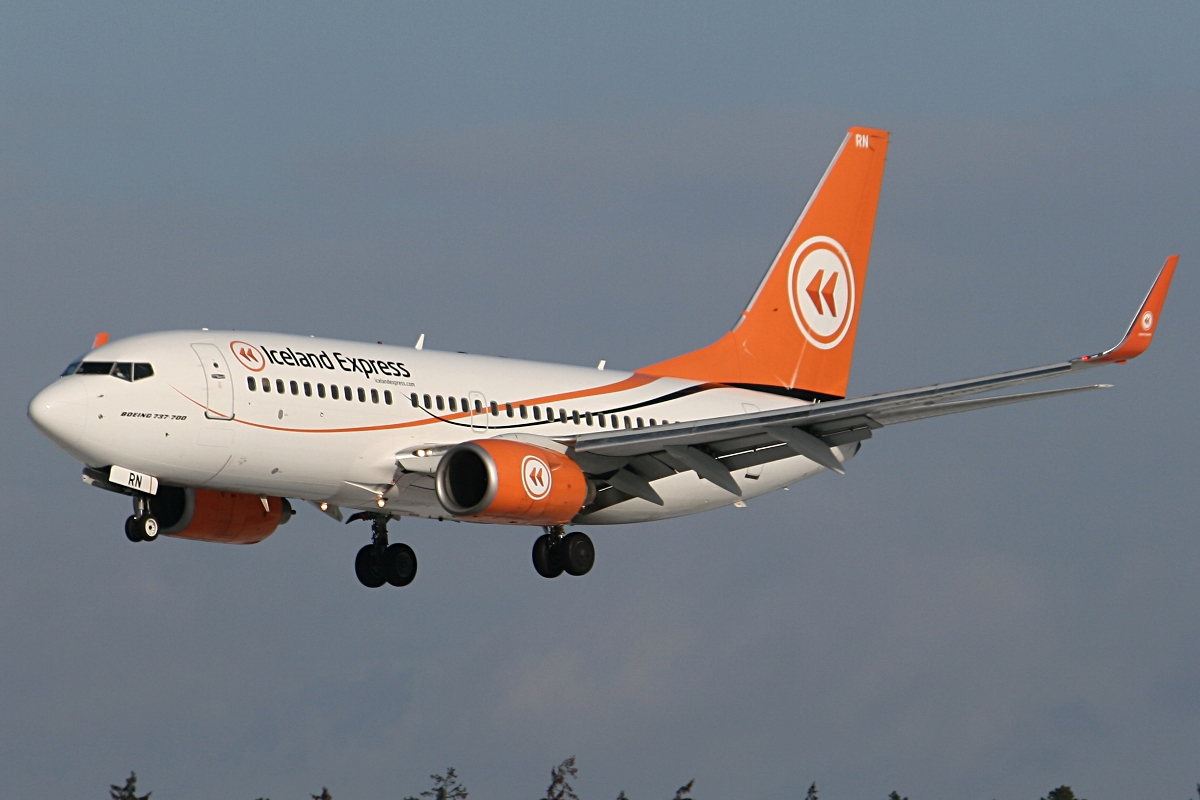
Boeing 737 d'Iceland Express en 2010

Iceland Express était une compagnie aérienne à bas coûts (low cost) basée à Reykjavik, Islande, dont le hub était situé à l'Aéroport international de Keflavík, et desservait 15 destinations vers l'Europe et l'Amérique du Nord, avec 2 avions en location.

## Histoire
Les vols ont commencé en février 2003, à destination de Londres-Stansted et Copenhague en utilisant consécutivement des appareils loués auprès de Hello, Primera Air, Astraeus et Holidays Czech Airlines (en) depuis le 22 novembre 2011. La compagnie a été rachetée en octobre 2012 par WOW air sa jeune rivale créée en juin 2012.

## Destinations
Pour la saison 2012, Iceland Express volait vers les destinations suivantes
- Au départ de l'Aéroport international de Keflavík : Alicante, Berlin-Schönefeld, Copenhague, Londres-Gatwick, New York City-Newark, Oslo-Gardermoen, Varsovie, (été : Barcelone, Bâle/Mulhouse, Billund, Bologne, Edinburgh, Frankfort-Hahn, Goteborg, Paris-Charles de Gaulle)
- Au départ de l'Aéroport d'Akureyri : (été : Copenhague)

Avec le rachat par WOW Air en octobre 2012, les 15 aéroports suivants furent desservis en Europe : Paris, Lyon, Amsterdam, Barcelone, Milan, Zurich, Stuttgart, Düsseldorf, Berlin, Alicante, Francfort, Londres, Copenhague, Kaunas et Varsovie. Il n'y avait plus aucune certitude sur le projet de vols vers Boston lancé par Iceland Express avant son rachat par Wow Air.

## Flotte
La flotte d'Iceland Express était composée au moment de sa fermeture des appareils suivants: